# Die Laubmoose Deutschlands, Oesterreichs und der Schweiz
Die Laubmoose Deutschlands, Oesterreichs und der Schweiz (abreviado Laubm. Deutschl.) es un libro con ilustraciones y descripciones botánicas que fue escrito por el briólogo alemán Karl Gustav Limpricht. Fue publicado en 4 partes en los años 1834-1902.